# Perchta
Frau Perchta oder Frau Percht ist eine Sagengestalt, die sich in verschiedener Weise in der kontinentalgermanischen und slawischen Mythologie findet. Sie ist vermutlich unter Assimilation keltischen Substrats aus der nordischen Göttin Frigg hervorgegangen. Ihr entspricht in Mitteldeutschland die Sagengestalt Frau Holle. Der Name ist möglicherweise von althochdeutsch peraht ‚hell, glänzend‘ abgeleitet und bedeutet demnach „die Glänzende“. Andere Vermutungen gehen dahin, dass der Name Perchta oder Percht keltischen Ursprungs ist.

## Vorkommen
Die Sagengestalt der Frau Percht kommt vor allem im ostoberdeutschen Sprachgebiet sowie in geringerem Maße in Slowenien und Tschechien vor. Im Gebiet der nieder- und mitteldeutschen Dialekte ist sie unbekannt. Dort dominieren Frau Holle, sowie – weiter nördlich – andere Figuren wie Frau Fricke oder Frau Gode oder Wode. Zwischen dem Percht- und Holle-Gebiet gibt es nur wenige Überschneidungen.
Zusammen mit Namensvarianten, Ausweichformen und präexistenten Substitutionsgestalten füllen Sagen und sonstige Hinweise über Perchta den gesamten oberdeutschen Sprachraum aus. Namensvarianten und Ausweichformen sind z. B. Bercht, Berchta, Pertica, Per(ch)tiga, Stampfe, Paxto-Stampfo oder Sperchta. Diese Namen sind aber nur kleinräumig und in Gemengelage mit dem eigentlichen Namen Perchta anzutreffen. Gelegentlich sind auch Sagenmotive aus dem im Zusammenhang mit der Perchta stehenden Mittwinterbrauchtum auf christliche Heilige übertragen worden. So ist z. B. im Raum Passau die Perchta nicht anzutreffen, dafür hat aber in den Sagen die heilige Lucia viele ihrer Attribute angenommen. Dies kann damit erklärt werden, dass im 14. und 15. Jahrhundert der 13. Dezember – der Festtag der Heiligen – aufgrund der Anwendung des julianischen Kalenders der kürzeste Tag des Jahres war. Die heilige Lucia ist also in Bezug auf Perchta eine „präexistente Substitutionsgestalt“.
Der früheste sichere Schriftbeleg über Perchta stammt aus dem 13., ein wahrscheinlicher Beleg aus dem 12. und ein erwägenswerter aus dem 11. Jahrhundert. Sprachgeographische Untersuchungen belegen die Wahrscheinlichkeit, dass der Name Perchta mindestens bis zur zweiten Lautverschiebung zurückreicht.
Die italienische Befana stellt eine Parallelgestalt zur Perchta und Frau Holle dar.

## Sagen
Perchta bestraft Faulheit und Verstöße gegen das Festspeisegebot. Die Bestrafung kann von einfachen Albträumen bis hin zum Aufschlitzen des Bauches reichen. Der Bauch des Opfers wird dann gerne noch mit Steinen gefüllt, um es in einem Brunnen zu versenken. Zudem kann Perchtas Atem töten oder blenden.
Umgekehrt belohnt sie Fleiß und Hilfsbereitschaft. Neben vollen Spulen, goldenen Fäden und Flachsbündeln für Spinnerinnen verschenkt sie auch Münzen, die Mägde in Eimern (vorwiegend am Brunnen) finden. Sie soll aber auch für das Wachstum des Getreides zuständig sein. Brunnen oder Teiche sind auch die Orte, an denen Perchta die noch nicht geborenen Seelen hütet. In diesem Sinne gilt sie auch als Führerin der Schar der ungeborenen und der ungetauft verstorbenen Kinder. In diesem Zusammenhang soll sie am Abend vor dem Dreikönigstag erscheinen: eine alte Frau, armselig bekleidet, auf einen Stock gestützt und einen Leiterwagen ziehend. Sie wird von einer Schar Kinder begleitet, die ungeboren oder ungetauft gestorben sind und daher noch keinen Namen tragen. Wer diesem Zug begegnet, dem letzten Kind die Hand auflegt und ihm einen Namen gibt, wird reich belohnt. Bei Bauernhöfen werden für den Zug Speisen aufgestellt, von denen auch die Hofbewohner kosten, aber den Löffel in der Schüssel stecken lassen. Wenn ein Löffel am nächsten Morgen umgedreht war, musste der Besitzer im folgenden Jahr mit seinem Tod rechnen.
Unter dem Namen Butzebercht wird Perchta auch als alte Frau dargestellt, die einen verkrüppelten (vom Spinnen zu groß geratenen oder auch enten- oder gänseförmigen) Fuß hat, wie die alten Frauen in dem Märchen Die drei Spinnerinnen.
Perchta tritt vor allem in den Rauhnächten, also der Zeit zwischen der Wintersonnenwende und dem 6. Januar auf. Ihr Tag ist vornehmlich der 6. Januar (Epiphanias bzw. Dreikönigstag oder alemannisches Hochneujahr). Perchta soll in dieser Zeit durch die Lüfte fahren. Die Namensähnlichkeit zwischen Frau Perchta und Knecht Ruprecht lässt eine Verbindung zwischen den beiden Figuren annehmen. Dafür spricht auch ihr belohnendes bzw. bestrafendes Verhalten sowie dass beide bevorzugt in den Wintermonaten auftreten.

## Deutung

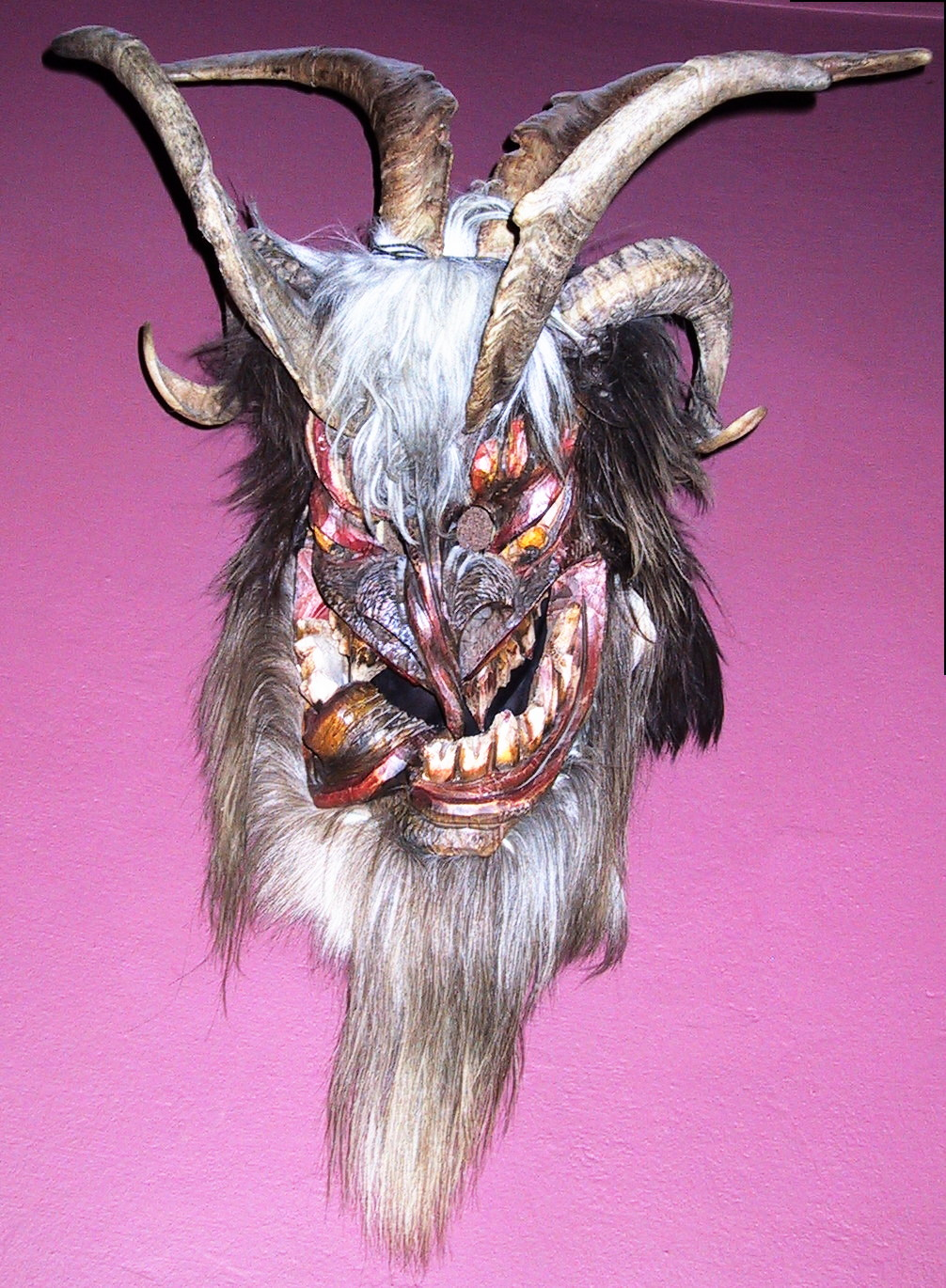
Perchtenmaske

Bei Beschreibungen der Perchta werden die Attribute Eisen und Nase stark betont. Auch das Beil, mit dem sie in den Körper ihrer Opfer hackt, ist aus Eisen. Sie rasselt in vielen Erzählungen zudem mit einer eisernen Kette. Diese auffällige Betonung des Eisens könnte auf ein vorgermanisches Substrat hinweisen. So war das keltische Noricum der größte Eisenlieferant des Römischen Reiches. Dort wurde die Göttin Noreia sehr verehrt. Sie galt u. a. auch als Göttin des Bergbaus. Fast durchgängig wird ferner betont, dass Perchta eine große Nase habe. Das Motiv Nase kann als Vogelschnabel gedeutet werden und weist vermutlich auf eine alte Vogelgöttin hin, die in zahlreichen Varianten in Südosteuropa verehrt wurde.
Die Germanistin Erika Timm vermutet, dass diejenigen Germanengruppen, die nach Süddeutschland zogen, dorthin ein weibliches Numen mitbrachten, das dem entsprechenden mitteldeutschen – also der später so genannten Frau Holle – noch sehr ähnlich war. Bald hätten sie es aber mit Elementen aus dem Brauchtum der Alteinwohner dieser Gebiete ausgestattet. Dies kann die gemeinsamen Elemente von Frau Holle und Perchta erklären, aber auch die jeweiligen Besonderheiten.
Die Perchtenläufe scheinen dagegen viel jünger zu sein als die Sagen über das Numen. Sie sind erstmals im Jahr 1582 schriftlich bezeugt. Auch in der von Erika Timm ausgewerteten Anti-Aberglaubensliteratur aus der Zeit zwischen dem 13. und dem 15. Jahrhundert, die selbst geringfügige Speiseopfer an die Percht als Todsünde verdammte, werden die Perchtenläufe nicht erwähnt. Allerdings sind vergleichbare Umzüge in zahlreichen Gebieten Europas bekannt, so z. B. die Graubündner Stopfer und die aus dem bayerisch-österreichischen Gebiet stammenden Klöpfler.
Dies könnte darauf hindeuten, dass früher existierende Bräuche im 16. Jahrhundert nun damit begründet wurden, man wolle die Percht jagen, was noch einigermaßen toleriert wurde, da sich der Brauch gegen den „Dämon“ richtete. Es handelte sich aber wahrscheinlich nicht um ein eigentliches Perchta-Brauchtum. Erst im Zeitalter der Gegenreformation war diese Toleranz vorbei, und die Perchtenläufe wurden von der katholischen Kirche und der weltlichen Obrigkeit rigoros unterdrückt.